# مرل هگرد

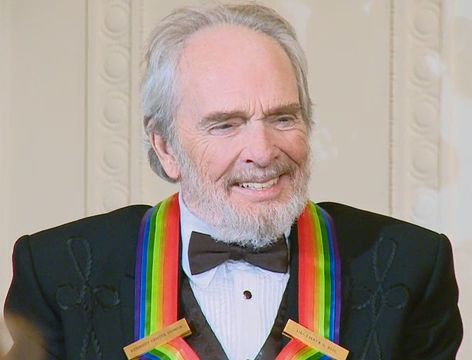

مرل رونالد هَگِرد (به انگلیسی: Merle Ronald Haggard)؛ (زاده ۶ آوریل ۱۹۳۷ - درگذشته ۶ آوریل ۲۰۱۶) آهنگساز، خواننده، ترانه‌سرا و نوازنده موسیقی سبک کانتری و وسترن آمریکایی بود. وی از سال ۱۹۶۳ تا ۲۰۱۶ مشغول فعالیت بود. مرل هگرد در سال ۱۹۹۴ به عضویت تالار مشاهیر موسیقی کانتری و در سال ۱۹۹۷ به عضویت تالار مشاهیر اکلاهما درآمد.
هَگِرد، از مشوقان یکی از مکتب‌های موزیک کانتری بنام bakersfield در مقابل مکتب Nashville بود.
مرل هگرد در ۶ آوریل ۲۰۱۶ میلادی در سن ۷۹ سالگی بر اثر ابتلا به ذات الریه درگذشت.